# جو ويلي
جو ويلي (بالإسبانية: Joe Wylie)‏ مواليد 2 فبراير 1968 في واشنطن العاصمة، هو لاعب كرة سلة أمريكي سابق. بدأ مسيرته الاحترافية في سنة 1991. تم اختياره من قبل فريق لوس أنجلوس كليبرز خلال الدرافت. اعتزل اللعب في 2005.

## المسيرة الاحترافية
لعب مع نادي كولادو فيلابا لكرة السلة في سنة 1991، ثم لعب مع بينارول دي مار ديل بلاتا في الدوري الأرجنتيني في سنة 1995، ثم لعب مع بشكتاش لكرة السلة في الدوري التركي في موسم 1995–1996.

## روابط خارجية
- جو ويلي على موقع سبورتس رفرنس (الإنجليزية)
- جو ويلي على موقع الدوري الإسباني لكرة السلة (الإسبانية)
- جو ويلي على موقع كرة السلة الأوروبية.كوم (الإنجليزية)
- جو ويلي على موقع كلية كرة السلة في سبورتس رفرنس.كوم (الإنجليزية)
- جو ويلي على موقع ريلجم (الإنجليزية)
- جو ويلي على موقع سبورتس رفرنس (الإنجليزية)